# Лукетти, Росарио
Росарио Лукетти (исп. Rosario Luchetti, родилась 4 июня 1984 года в Буэнос-Айресе) — аргентинская хоккеистка на траве, полузащитница клуба «Бельграно Атлетик Клуб» и сборной Аргентины. Серебряный призёр летних Олимпийских игр 2012 года, бронзовый призёр летних Олимпийских игр 2008 года, чемпионка мира 2010 года, пятикратная победительница Трофея чемпионов. Отмечена наградами со стороны министерства спорта Аргентины.

## Спортивная карьера
Росарио выступает на позиции полузащитника. В хоккей она начала играть в возрасте 6 лет за клуб «Бельгранто Атлетик», за который выступает и сейчас.
В сборную Аргентины она пришла в 2005 году на Трофее чемпионов в Канберре. На протяжении своей карьеры Росарио выиграла ряд медалей: бронзовые медали Олимпиады-2008, серебряные медали Олимпиады-2012, золотые медали чемпионата мира 2010 года, а также золотые медали Трофея чемпионов 2008, 2009, 2010, 2012 и 2014 годов, золотые медали Панамериканских игр 2007 и Панамериканский кубок 2009 и 2013 годов.
В январе 2015 года после победы сборной Аргентины в Трофее чемпионов-2014 Росарио неожиданно объявила о своём уходе из сборной. Проведя 10 лет в сборной, Росарио приняла решение покинуть команду, посчитав, что «её время в уже истекло». Тем не менее, тренерский штаб не исключил дальнейшего возвращения Лукетти в команду.